# Carvaka picturata
Carvaka picturata är en insektsart som beskrevs av William Lucas Distant 1918. Carvaka picturata ingår i släktet Carvaka och familjen dvärgstritar. Inga underarter finns listade i Catalogue of Life.